# Trafikhuvudman
En trafikhuvudman ansvarar för kollektivtrafikens utförande.

## Europa
Det är vanligt i Europas länder att det statliga järnvägsbolaget sköter all tågdrift, medan kommuner ansvarar för bussar, tunnelbanor och spårvägar. Sverige  och Storbritannien är bland de som avviker mest från den bilden. Enligt EU-direktiv ska själva järnvägsförvaltningen vara skild åt organisatoriskt från tågdriften, en förberedelse för fri konkurrens.

### Danmark
I Danmark kör DSB de långväga passagerartågen och vissa regionala tåg. På Jylland kör GoCollective ett stort antal linjer. Därtill kommer ett antal linjer som körs av mindre bolag, oftast ägda av lokala myndigheter.
Internationella tåg från Sverige och Tyskland kör av utländska operatörer (SJ kör kommersiellt till Köpenhamn och DB kör till Tyskland). Öresundstågen kör mellan Köpenhamn och Sverige via Öresundsbron i Skånetrafikens regi. När det gäller lokal spårtrafik i Danmark såsom Köpenhamns metro och järnvägar med få passagerare, liksom för bussar, har man en lokal huvudman som styr. På Köpenhamns S-tåg och Re-tåg är DSB operatör, fast biljetter och ekonomiskt ansvar vilar på landsdelens trafikbolag Movia.[källa behövs] http://www.rejseplanen.dk/ är söksajten för all inrikes kollektivtrafik.

### Finland
I Finland kör VR all tågtrafik undantaget viss speciell trafik. Rysslandstågen körs i samarbete med ryska statsjärnvägen. För Helsingfors pendeltåg ansvarar både VR och kommunerna för biljetter och finansiering medan VR kör tågen. För metro, spårvagnar och bussar i Helsingforsregionen kör och utfärdar lokaltrafikbolaget HSL/HRT biljetter, och olika kommunala bolag för bussar i övriga Finland.

### Norge
I Norge ansvarar myndigheten Jernbanedirektoratet för upphandling av all trafik med passagerartåg, förutom den internationella trafiken Oslo–Stockholm (som körs av SJ och Oslo-Göteborg (som körs av Vy). Trafiken Oslo–Gardermoens flygplats körs av Flytoget på uppdrag av Jernbanedirektoratet. GoAhead Norge kör sedan 2019 Sørlandsbanen och SJ Norge kör sedan 2020 tågen på Dovrebanen, Raumabanen, Rørosbanen, Meråkerbanen och Nordlandsbanen. Svenska SJ körde tidigare tågen Narvik–Riksgränsen, i december 2020 tog Vy Tåg över den trafiken.
Förvaltningar tillhörande fylkena ansvarar för busslinjer, båtlinjer, tunnelbana och spårvägar (före 2015 var de oftast bolag, men det har ändrats enligt nya EU-regler, som också gäller i Norge). Det största, för Oslo och Akershus, heter Ruter och hade 285 miljoner resor (2011). Tunnelbana och spårvägar körs av kommunala bolag. Däremot körs bussar och båtar av fristående operatörer, medan fylkena ansvarar för biljettregler, taxa och finansiering. Före cirka 2010-2015 kördes lokalbussar ofta under bolagens egna varumärken, men fylkena har framhävt sina profiler mer och skapat varumärken. Ruter har månadskort som inkluderar NSB-tåg, men det har inte andra fylken. Långdistansbussar är avreglerade i södra Norge och bolagen kör sina egna taxor. I norra Norge är de inte lönsamma och körs därför upphandlat av fylkena. Internationell tågtrafik är avreglerad, även om det finns bidrag för lokaltrafikdelar av sådan trafik. Det finns ett gemensamt telefonnummer (177) och två webbportaler  för information om tidtabeller med mera.

### Storbritannien
Storbritanniens grevskap är formellt ansvariga för lokal kollektivtrafik. De har var sin förvaltning för detta. Grevskapsgränserna passar inte ihop med vissa av storstadsområdena, så därför har man i dessa fall bildat organisationer som ägs av flera grevskap. Dessa kallas passenger transport executive (PTE) och integrated transport authorities (ITA). ITA stödjer olönsam trafik. PTE planerar trafiken. För bussar gör PTE inte så mycket mer än planering, medan man gör mer för spårbunden trafik.[källa behövs] PTE äger också lokala spår och stationer. Själva driften sköts av fristående operatörer. I sju storstadsområden finns dylika organisationspar, kring städerna Manchester, Liverpool, Sheffield, Newcastle, Birmingham, Leeds, och Glasgow.
I London följer man inte riktigt denna modell. Där har man ett kommunalt bolag, Transport for London, som också är operatör för mycket trafik. Det är en av Europas allra största trafikhuvudmän i trafikmängd och antal passagerare.

### Sverige
Från 1 januari 2012 gäller en ny lag om kollektivtrafik som bygger på EU:s kollektivtrafikförordning och reglerar hur samhället kan säkra trafik och standard som den kommersiella trafiken inte kan erbjuda. De gamla länstrafikhuvudmännen (länstrafikbolagen) upphörde och ersattes av regionala kollektivtrafikmyndigheter (RKM). Med EU:s terminologi är dessa behöriga lokala myndigheter för kollektivtrafiken.
De regionala kollektivtrafikmyndigheterna kan vara organiserade i landsting, som kommunalförbund eller i gemensam nämnd, men i praktiken förekommer bara landsting och kommunalförbund. RKM ska regelbundet - åtminstone en gång per mandatperiod -  utarbeta trafikförsörjningsprogram med de mål och krav för kollektivtrafiken som skall gälla i länet. Utifrån trafikförsörjningsprogrammets krav tas formella beslut om allmän trafikplikt för enskilda linjer eller områden, vilket betyder att myndigheten åtar sig att försörja samhället med en viss trafik under en period. Själva trafikförsörjningen kan sedan ske genom  upphandling, vilket är vanligast, eller i egen regi. Fram till 2012 organiserades lokaltrafiken vanligen i aktiebolagsform, därav mamnet länstrafikbolag, men de ombildades till myndigheter under landsting eller kommunalförbund, baserade på språkbruket "kollektivtrafikmyndighet" i EU-förordningen.
Samtidigt med den nya kollektivtrafiklagen försvann även formellt de gamla trafikhuvudmännens invändningsrätt, dvs deras rätt att stoppa kommersiell trafik inom länet (i många län hade dock denna invändningsrätt inte tillämpats sedan 2009). Den 1 januari 2012 blev det fritt att bedriva kollektivtrafik på kommersiella grunder på vilken sträcka som helst inom länen. De enda kraven är att trafiken ska anmälas till RKM senast 21 dagar i förväg, samt att tidtabellen ska skickas in till Samtrafiken i Sverige AB, som samordnar tidtabeller och biljetter för all kollektivtrafik i landet genom Resplus-samarbetet. Om trafiken ska upphöra måste även det anmälas till RKM 21 dagar i förväg.
Detta kan teoretiskt innebära att ett trafikföretag kan bedriva både samhällsbetald och kommersiell trafik på samma sträcka. I praktiken har dock den regionala kommersiella kollektivtrafiken inte haft något större genomslag, förutom på flygplatstrafik och s.k. hop-on-hop-off-linjer, mest ägnade åt turister. Orsakerna till det är bl.a. att det saknas samband med regionala reseplanerare och biljetter.

### Tyskland
I Tyskland är kommunerna (Landkreise/städer) ansvariga för lokal kollektivtrafik. De har ofta gått samman i trafikförbund (Verkehrsverbund), i princip lokaltrafikbolag. Kommunerna bestämmer själva hur de samarbetar. Delstaterna (Bundesländer) har mindre med saken att göra. Det finns 115 trafikförbund i tyska Wikipedias lista. I storstäderna finns mycket stora trafikförbund i trafik och biljettförsäljning räknat, medan andra är mycket mindre. Störst är Verkehrsverbund Berlin-Brandenburg med 1,4 miljarder resor per år (2015), och Hamburger Verkehrsverbund med 730 miljoner resor per år (2013), och även Münchner Verkehrs- und Tarifverbund, Rhein-Main-Verkehrsverbund (Frankfurtregionen) och Verkehrsverbund Rhein-Ruhr (Köln-Ruhrområdet) är stora med omkring en miljon resor om dagen. När det gäller själva driften av passagerartåg har Deutsche Bahn i princip monopol, även på lokaltåg (inte tunnelbanor), även om privata konkurrerande operatörer börjat förekomma under 2010-talet. På vissa mindre banor driver aktuella kommuner trafiken själva via ett bolag, då DB varit måttligt intresserade eller krävt för mycket bidrag. Se lista över tyska järnvägsföretag på tyska Wikipedia.